# Boké (prefektura)
Boké – prefektura w zachodniej części Gwinei, w regionie Boké. Zajmuje powierzchnię 11 124 km². W 1996 roku liczyła ok. 294 tys. mieszkańców. Siedzibą administracyjną prefektury jest miejscowość Boké.